# Reformas de la orden franciscana

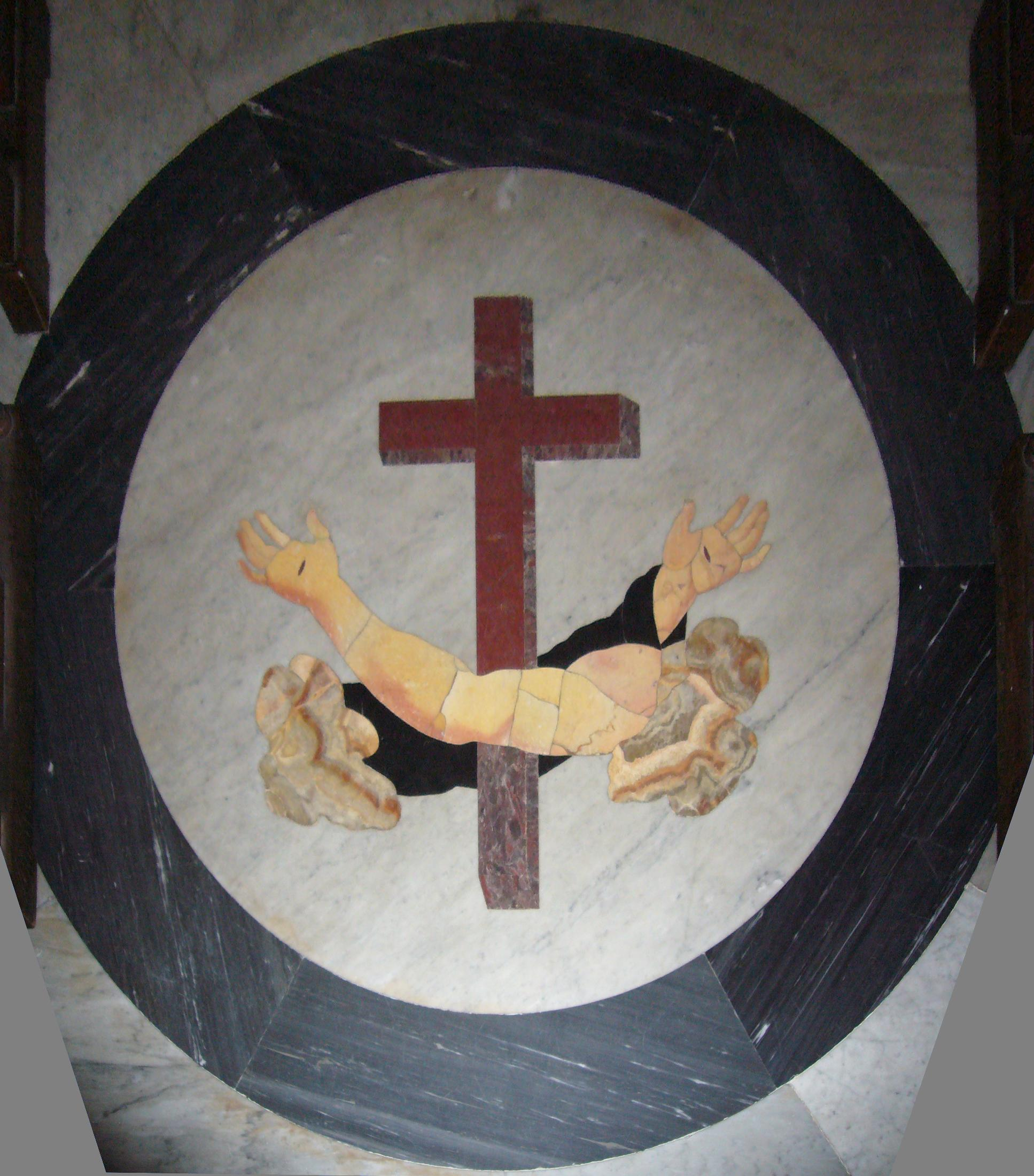
Emblema de los franciscanos.

Las reformas de la orden franciscana son los movimientos que, originados en el seno de la misma orden fundada por san Francisco de Asís en 1209, tenían como objetivo hacer que la orden recuperara su espíritu fundacional y devolviera al rigor y austeridad originarios. Han sido frecuentes a lo largo de los siglos, desde poco después de la fundación.
Los movimientos sucesivos de reforma, u observantes, siempre han tenido un origen y desarrollo similar. En un momento dado, cuando la orden se ha consolidado, su vida en común y la aplicación rigurosa de la regla, se relajan y hace que sectores más rigoristas, deseosos de devolver al espíritu originario, propongan una reforma. Estos sectores observantes crean, en el seno de la orden, nuevas comunidades donde se aplica su ideal de reforma, y con el tiempo, las comunidades son reconocidas y acaban constituyendo una rama separada de la orden, pero dentro de ella: suelen tener la misma regla, pero constituciones y reglamento diferentes. Con el tiempo, la relajación de costumbres también se da en el seno de la orden reformada y se origina un nuevo movimiento observante que acaba creando una rama reformista, etc. Periódicamente, para poner orden en un conjunto demasiado grande de ramas de la misma orden, se dan intentos de reunificación que tienen éxito pero que, también con el tiempo, originan movimientos más y menos rigoristas.

## Desarrollo
La orden fue fundada por Francisco de Asís  en 1209. Hasta 1221, que adoptan el nombre de Orden de los Hermanos Menores o minoritas, eran conocidos como «Penitentes de Asís». 
Como fruto de la rápida expansión por toda Europa, de la construcción de nuevos conventos, de la gran afluencia de legados y donaciones a la orden, del papel de los franciscanos en la universidad, etc., el nivel de aplicación del rigor de la regla empieza a bajar, especialmente en lo que hace referencia a la pobreza absoluta. Ya en 1230 el papa Gregorio IX tiene que intervenir entre sectores que hacen diferentes interpretaciones de la regla.

## Espirituales yfraticelli
Especialmente desde los años cuarenta del mismo siglo XIII, se originan movimientos, nombrados «celantes»  (celanti), de tendencia claramente observante, que propugnan más celo en la aplicación de la regla, y que acusan la orden, conocido entonces como minoritas, de relajarse en su observancia y de alejarse de la voluntad del fundador.
Los «celantes» formaron un movimiento cada vez más fuerte dentro de la orden. A partir de 1274, cuando se extendió el rumor que la orden quería derogar la obligación de la pobreza absoluta, se constituyó formalmente el grupo llamado de los espirituales, en contraposición a los frailes conventuales. Los nombres reflejaban la prioridad dada por los observantes en el cultivo de la vida espiritual enfrente de la vida comunitaria, urbana, pero menos austera y rigurosa, de la orden conventual. Los movimientos de fraticelli, algunos de ellos violentos y claramente desautorizados por la orden, se originaron en este marco. Diferentes movimientos se desarrollaron entre 1274 y 1467, con periodos de permisividad y de represión, especialmente en el sur de Francia e Italia. Destacó la comunidad de los clarenses, entre 1317 y 1473, originada a partir de un grupo de fraticelli liderado por Angelo Clareno.
Auspiciados por el papa Celestino V, nacieron también los celestinos, de espíritu anacoreta. Los intentos de conciliación entre espirituales y comunitarios acabó en 1312 cuando Clemente V exhortó todos a la observancia de la regla y la unión, pero confirmando el estilo de vida de la comunidad conventual, negando la separación de los espirituales. La orden quedaba constituida, pues, por los llamados conventuales o claustrales.

## Observantes y conventuales

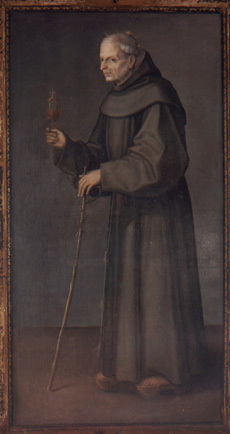
Retrato del s. XVII de Pedro de Villacreces en el santuario de S. Pedro Regalado (La Aguilera, Burgos).

Dentro del tronco conventual, sin embargo, también que había voluntad reformadora. El movimiento más importante fue el de restauración de la vida eremítica y con respecto a la regla que lideró Paoluccio Trinci de Foligno a partir de 1378, la Regular Observancia, que alcanzó un extraordinario desarrollo. A partir de este movimiento reformista se originaron los Frailes Menores Observantes que, entre 1407 y 1415 fueron reconocidos y contaron con vicarios generales propios. Después, las comunidades observantes mantuvieron formas de vida separadas de la comunidad conventual.
En el seno de los conventuales, a su vez, se daban nuevas reformas que llevaban sus miembros hacia las comunidades observantes. Así, se dieron las siguientes reformas:
- Villacrecianos (1396-1471), impulsada en Castilla por Pedro de Villacreces.[1]
- Reforma de Pedro de Villanueva, en Aquitania, de corta existencia y que acabó en 1408.
- Coletinos (1412-1517), o conventuales reformados, reformados por Coleta de Corbie paralelamente a la reforma de las clarisas coletinas.
- Martinianos, reforma moderada de 1430, con poco éxito, seguimiento sobre todo en Europa central.

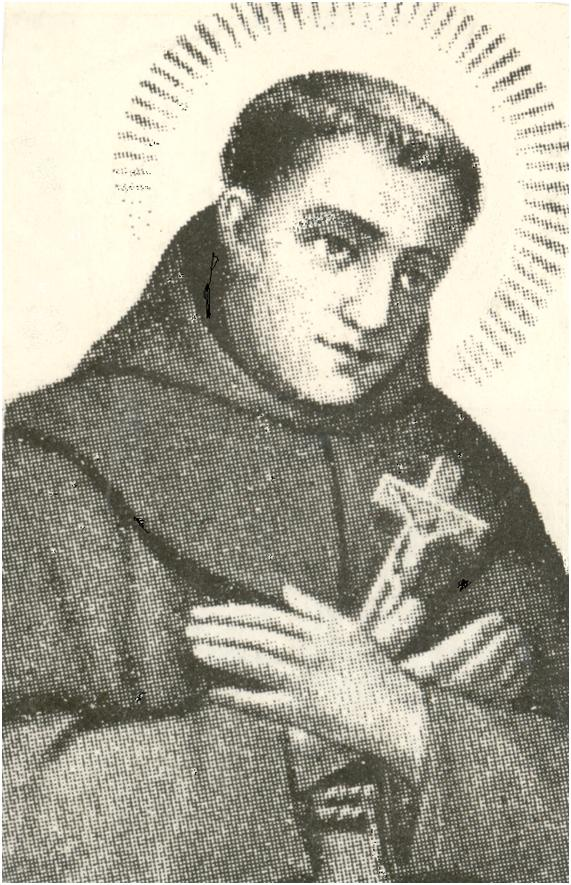
El beato Amadeo de Silva, fundador de la rama de los frailes amadeitas.

- Amadeitas (1460-1517), en Italia, impulsada por Amadeo de Silva.
- Hermanos menores descalzos o guadalupanos (1495-1517), impulsada por Juan de Guadalupe en Extremadura y tendido principalmente para España y Portugal.

En la inversa, algunas reformas se originaron entre los observantes que querían adoptar posturas más "conventuales"; entre ellas:
- Capriolanos (1467-1480), fundada por Pietro di Capriolo.
- Clarenses, que en 1473 quisieron volver en el seno de la orden conventual.

En 1517, León X promulgó la bula Ite vos, de unificación de la orden. Según ella, la orden se dividió en dos órdenes diferentes, con ministros generales cada una: los Hermanos menores de la regular observancia y los Hermanos menores conventuales. Los primeros reunían los diferentes grupos observantes, como los coletinos, los amadeitas y los descalzos; los segundos, agrupaban las corrientes conventuales y no presentaba tanta diversificación.
No obstante, la unión de los observantes duró poco. Entre las reformas, destacaron:

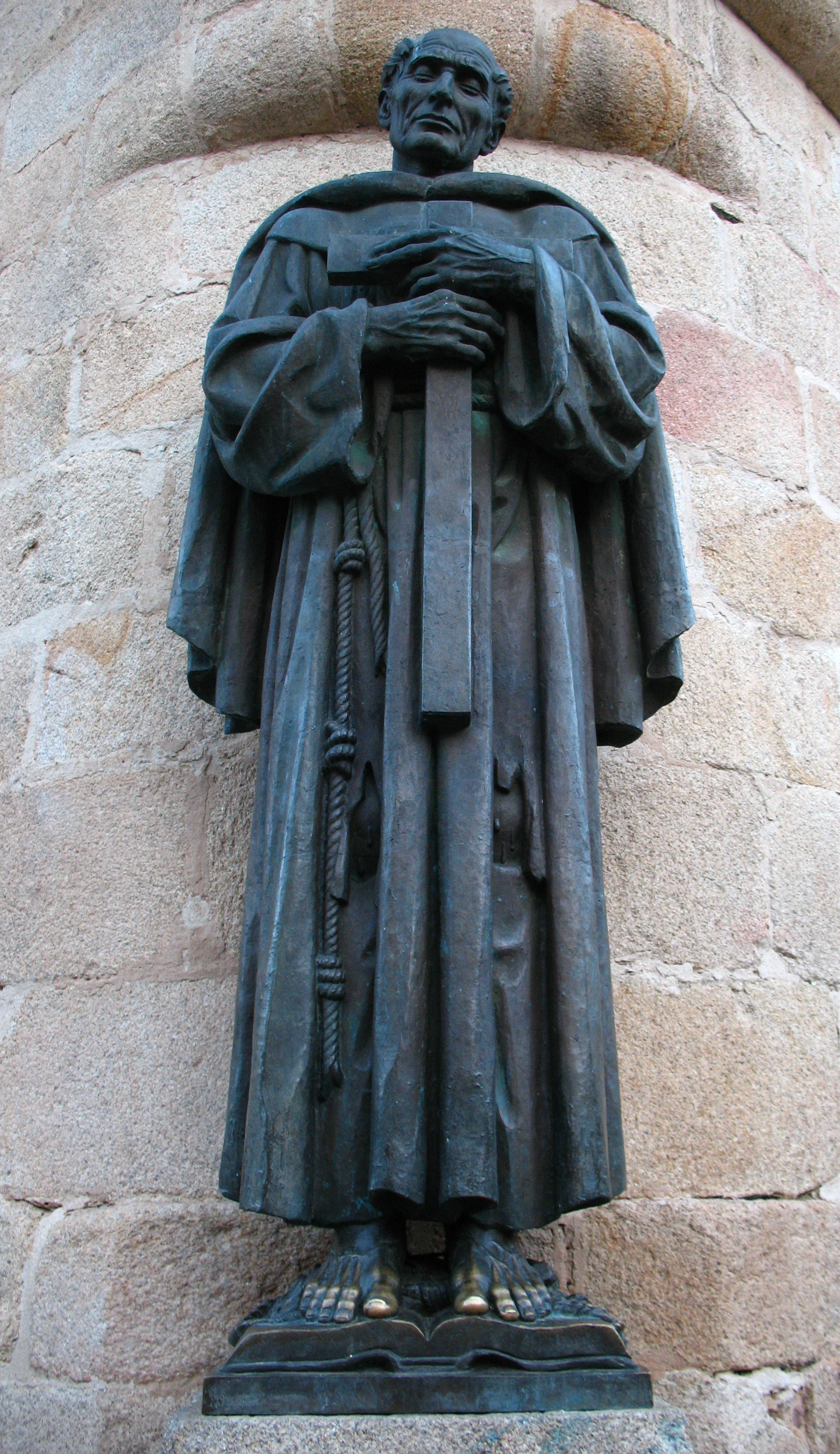
Estatua de San Pedro de Alcántara localizada a las puertas de la Concatedral de Santa María en la ciudad de Cáceres.

- Hermanos menores capuchinos, fundados en 1525 por Matteo da Bascio y que acabó constituyendo una orden separada.
- Hermanos menores reformados de la estricta observancia, extendidos en Italia y Europa central, aprobados por Clemente VII en 1532; en 1622 se originó, dentro de sede, la Riformella, iniciada por Buenaventura Gran.
- Hermanos menores descalzos o alcantarinos (1563-1897), que continúan intentando conseguir más autonomía, especialmente impulsados por san Pedro de Alcántara.
- Franciscanos recoletos (1583-1897), en Francia, liderados por François Doziech.

Mientras tanto, los conventuales tuvieron un movimiento de reforma significativo, el de los Conventuales reformados (1557-1668), en Italia y Polonia.
Al final del siglo XVIII, en el seno de la orden observante había: 39.000 frailes observantes, 19.000 reformados, 11.000 recoletos y 7000 descalzos.

## A partir de 1897
En 1897, León XIII suprimió la autonomía de las reformas observantes, unificándolas (con la excepción de los capuchinos), en una única orden bajo el nombre común de Frailes Menores. Desde la llamada «Unión Leonina», la primera orden franciscana se compone de tres ramas, que son las actuales:
- Franciscanos observantes, Ordo Fratrum Minorum (O.F.M.), que rondan los 17.000 miembros.
- Franciscanos capuchinos, Ordo Fratum Minorum Cappuccinorum (O.F.M.Cap.). Son cerca de 12.000 miembros.
- Franciscanos conventuales, Ordo fratum minorum conventualli (O.F.M.Conv.). Alcanzan los 5.000 frailes. Se caracterizan por ser pioneros en el estudio dentro de la Orden y por la vivencia en los conventos.